# Lautaro Vargas
Lautaro Vargas (ur. 1 lutego 2005 w Rosario) – argentyński piłkarz występujący na pozycji prawego obrońcy, od 2024 roku zawodnik Uniónu Santa Fe.